# Matteson (Wisconsin)
Matteson es un pueblo ubicado en el condado de Waupaca en el estado estadounidense de Wisconsin. En el Censo de 2010 tenía una población de 936 habitantes y una densidad poblacional de 9,72 personas por km².

## Geografía
Matteson se encuentra ubicado en las coordenadas 44°38′16″N 88°40′7″O / 44.63778, -88.66861. Según la Oficina del Censo de los Estados Unidos, Matteson tiene una superficie total de 96.29 km², de la cual 94.71 km² corresponden a tierra firme y (1.65%) 1.59 km² es agua.

## Demografía
Según el censo de 2010, había 936 personas residiendo en Matteson. La densidad de población era de 9,72 hab./km². De los 936 habitantes, Matteson estaba compuesto por el 97.65% blancos, el 0.11% eran afroamericanos, el 0.64% eran amerindios, el 0.32% eran asiáticos, el 0% eran isleños del Pacífico, el 0.32% eran de otras razas y el 0.96% pertenecían a dos o más razas. Del total de la población el 1.18% eran hispanos o latinos de cualquier raza.